# 小さな訪問者
『小さな訪問者』（ちいさなほうもんしゃ、原題：Man, Woman and Child）は、エリック・シーガルによる1980年の小説、及びそれを原作としたドラマ化作品である。

## 概要
幸福な家庭に訪れた夫の隠し子問題を描いた作品。

## TVドラマ
1985年9月30日から12月30日に東海テレビの昼ドラマ枠にて放送された。

### キャスト
- 山口果林
- 村井国夫
- 河原崎建三
- 結城美栄子
- 田中哲治
- 長谷川哲夫
- 市丸和代
- 弓恵子
- 八木昌子

### スタッフ
- 演出:久野浩平、山本和夫
- 脚本:北村篤子、田上雄
- 主題歌:高村亜留「心を染めて」（1985年11月5日発売、ビクター音産 invitation VIHX-1676）